# Alessandria Unione Sportiva 1923-1924
Questa pagina raccoglie le informazioni riguardanti l'Alessandria Unione Sportiva nelle competizioni ufficiali della stagione 1923-1924.

## Divise
| 1ª divisa |

## Organigramma societario
Area direttiva
- Presidente: Luciano Oliva
- Vicepresidenti: Pietro Poggio, Augusto Rangone e Giovanni Ronza
- Consiglieri: Lorenzo Ballestrero, Bobbio, F. Boffi, Enrico Doglioli, Pietro Guerci e S. Pedemonte

Area tecnica
- Allenatore: Béla Révész

Area sanitaria
- Massaggiatore: Domenico Assandro

## Rosa
| N. |                   | Ruolo | Calciatore               |
| -- | ----------------- | ----- | ------------------------ |
|    | Italia (bandiera) | P     | Giuseppe Cagnina         |
|    | Italia (bandiera) | P     | Giovanni Caviglia        |
|    | Italia (bandiera) | D     | Felice Costa             |
|    | Italia (bandiera) | D     | Armando Lauro            |
|    | Italia (bandiera) | D     | Nicola Papa (II)         |
|    | Italia (bandiera) | D     | Andrea Viviano           |
|    | Italia (bandiera) | C     | Primo Bay                |
|    | Italia (bandiera) | C     | Carlo Carcano (capitano) |
|    | Italia (bandiera) | C     | Giuseppe Gandini         |
|    | Italia (bandiera) | C     | Oreste Tosini            |

| N. |                   | Ruolo | Calciatore          |
| -- | ----------------- | ----- | ------------------- |
|    | Italia (bandiera) | A     | Carlo Ansermino     |
|    | Italia (bandiera) | A     | Edoardo Avalle      |
|    | Italia (bandiera) | A     | Adolfo Baloncieri   |
|    | Italia (bandiera) | A     | Elvio Banchero (I)  |
|    | Italia (bandiera) | A     | Giuseppe Capra (II) |
|    | Italia (bandiera) | A     | Mario Capra (I)     |
|    | Italia (bandiera) | A     | Giovanni Ferrari    |
|    | Italia (bandiera) | A     | Emilio Moretti      |
|    | Italia (bandiera) | A     | Achille Sacchi      |

## Risultati

### Prima Divisione

#### Girone di andata
| Arbitro: | Majani (Torino) |

|              |           |                        |
| De Nardo 14’ | Marcatori | 26’ Bay 64’ Baloncieri |

| Arbitro: | Venegoni (Legnano) |

|         |           |                |
| Bay 54’ | Marcatori | 53’ Santamaria |

| Arbitro: | Bistoletti (Milano) |

|                                                               |           |            |
| Breviglieri 30’, 53’ Vezzani 69’ Silingardi 88’ Forlivesi 89’ | Marcatori | Baloncieri |

| Arbitro: | Guiot (Milano) |

|                                            |           |  |
| Banchero I 21’, 63’ Bay 40’ Baloncieri 64’ | Marcatori |  |

| Arbitro: | G.Crivelli (Milano) |

|                       |           |                |
| Busini III 90’ (rig.) | Marcatori | 48’ Banchero I |

| Arbitro: | Pinasco (Sestri Ponente) |

|                                              |           |             |
| Banchero I 11’ Bay 49’ Baloncieri 83’ (rig.) | Marcatori | 37’ Audisio |

| Arbitro: | Guarnieri (Milano) |

|             |           |                     |
| Marucco 10’ | Marcatori | 41’, 70’ Baloncieri |

| Arbitro: | Olivari (Genova) |

|         |           |           |
| Bay 71’ | Marcatori | 89’ Conti |

| Brescia 2 dicembre 1923 9ª giornata | Brescia             | 0 – 0 referto | Alessandria | Stadio di via Cesare Lombroso\| Arbitro: \| G.Crivelli (Milano) \| |
| Arbitro:                            | G.Crivelli (Milano) |               |             |                                                                    |

| Arbitro: | Trezzi (Milano) |

|  |           |                |
|  | Marcatori | 61’ Baloncieri |

| Arbitro: | Vagge (Genova) |

|  |           |              |
|  | Marcatori | 70’ Scazzola |

#### Girone di ritorno
| Arbitro: | Trezzi (Milano) |

|                              |           |  |
| Viviano 39’ (aut.) Catto 44’ | Marcatori |  |

| Arbitro: | Panzeri (Milano) |

|                                                  |           |  |
| Costa 7’, 49’ Banchero I 20’, 28’ Baloncieri 35’ | Marcatori |  |

| Arbitro: | Barbon (Venezia) |

|  |           |         |
|  | Marcatori | 28’ Bay |

| Arbitro: | Trezzi (Milano) |

|                    |           |                   |
| Banchero I 8’, 23’ | Marcatori | 22’, 40’ Veronese |

| Arbitro: | Trezzi (Milano) |

|                             |           |            |
| Munerati 3’, 10’ Grabbi 77’ | Marcatori | 28’ Avalle |

| Alessandria 2 marzo 1924 18ª giornata | Alessandria      | 0 – 0 referto | Novara | Campo degli Orti\| Arbitro: \| Actis (Vercelli) \| |
| Arbitro:                              | Actis (Vercelli) |               |        |                                                    |

| Arbitro: | Bortoletti (Venezia) |

|             |           |  |
| Rivolta 76’ | Marcatori |  |

| Arbitro: | Pelli (Genova) |

|                                                       |           |  |
| Viviano 37’ (rig.) Baloncieri 61’ Banchero I 71’, 85’ | Marcatori |  |

| Arbitro: | Brunetti (Torino) |

|                                                    |           |                 |
| Banchero I 15’, 73’ Capra I 30’ Bay 60’ Avalle 74’ | Marcatori | 16’ Migliavacca |

| Arbitro: | Dani (Genova) |

|                                   |           |                |
| Silvestri 14’ Magnozzi 65’ (rig.) | Marcatori | 19’ Baloncieri |

| Arbitro: | G.Crivelli (Milano) |

|                                 |           |  |
| Baloncieri 15’, 18’ Gandini 20’ | Marcatori |  |

## Statistiche

### Statistiche di squadra
| Competizione    | Punti | In casa | In casa | In casa | In casa | In casa | In casa | In trasferta | In trasferta | In trasferta | In trasferta | In trasferta | In trasferta | Totale | Totale | Totale | Totale | Totale | Totale | DR  |
| Competizione    | Punti | G       | V       | N       | P       | Gf      | Gs      | G            | V            | N            | P            | Gf           | Gs           | G      | V      | N      | P      | Gf     | Gs     | DR  |
| --------------- | ----- | ------- | ------- | ------- | ------- | ------- | ------- | ------------ | ------------ | ------------ | ------------ | ------------ | ------------ | ------ | ------ | ------ | ------ | ------ | ------ | --- |
| Prima Divisione | 26    | 11      | 6       | 4       | 1       | 28      | 7       | 11           | 4            | 2            | 5            | 10           | 16           | 22     | 10     | 6      | 6      | 38     | 23     | +15 |

### Statistiche dei giocatori
| Giocatore       | Prima Divisione | Prima Divisione |
| Giocatore       | Presenze        | Reti            |
| --------------- | --------------- | --------------- |
| Ansermino       | 3               | 0               |
| E. Avalle       | 10              | 2               |
| A. Baloncieri   | 21              | 13              |
| E. Banchero (I) | 22              | 11              |
| P. Bay          | 22              | 7               |
| G. Cagnina      | 20              | -22             |
| G. Capra (II)   | 18              | 0               |
| M. Capra (I)    | 19              | 1               |
| C. Carcano      | 4               | 0               |
| Caviglia        | 2               | -1              |
| F. Costa        | 21              | 2               |
| G. Ferrari      | 3               | 0               |
| G. Gandini      | 21              | 1               |
| A. Lauro        | 21              | 0               |
| E. Moretti      | 3               | 0               |
| N. Papa (II)    | 3               | 0               |
| Ricci           | 2               | 0               |
| Sacchi          | 1               | 0               |
| E. Tosini       | 3               | 0               |
| A. Viviano      | 22              | 1               |